# Topolino in "Ho sposato una strega"
Topolino in “Ho sposato una strega” è una storia a fumetti della Walt Disney realizzata da Massimo Marconi e Giorgio Cavazzano pubblicata in Italia nel 1990. La trama, basata sul matrimonio del personaggio, e una singola vignetta in particolare, dove si vedono i personaggi intenti a togliersi i vestiti, furono ritenute all'epoca rivoluzionarie tanto che ne parlarono anche diverse testate giornalistiche.

## Storia editoriale
La storia nacque in un periodo in cui si sentiva l'esigenza di ringiovanire il personaggio di Topolino che stava soffrendo un calo di popolarità in quanto da tempo cristallizzato in una immagine eccessivamente vincente rispetto agli altri personaggi comprimari come Pippo o Paperino; il responsabile della gestione della storie a fumetti, Massimo Marconi, ebbe l'idea di fare sposare il personaggio con una ragazza che non fosse la sua fidanzata storica; ovviamente alla fine della trama si sarebbe dovuto tornare alle condizioni iniziali e, per far ciò, si ispirò al film Ho sposato una strega (1944), una commedia romantica dove un uomo rispettabile quanto noioso si innamora di una giovane strega; le similitudini col film finiscono qui in quanto lo scopo non era realizzare una parodia del film, come tra l'altro tradizione degli autori Disney italiani, ma avere un pretesto per innovare il personaggio senza snaturarlo e il tema della magia permetteva di raccontare la vita matrimoniale di Topolino senza che questa fosse avvenuta realmente, lasciando quindi la continuity del personaggio inalterata. In Italia è stata pubblicata una volta sola nel 1990 su Topolino numero 1785 dell'11 Febbraio 1990 con le tavole 17 e 18 invertite; non venne mai più ristampata.

## Trama
Topolino litiga con la fidanzata Minni perché dovrà stare via per un mese per motivi di lavoro e, a causa di questo, lei lo lascia e parte per una crociera. Allora anche Topolino decide di partire da solo. durante il viaggio dà un passaggio a una ragazza autostoppista di nome Samantha; arrivati a casa della ragazza Topolino viene invitato dal padre a restare e, poco dopo, i due si innamorano e, dopo un mese, Topolino chiede a Samantha di sposarlo; il padre non è d'accordo e costringe la figlia a rivelare che è una strega; nonostante ciò Topolino vuole sposarla ugualmente. I due si sposano e si trasferiscono a Topolinia. Qui, nonostante la ragazza avesse rinunciato a usare i poteri magici, accadono fatti inspiegabili che portano molti a pensare che Samantha sia una strega e, intimoriti da ciò, assediano casa di Topolino per scacciare la ragazza; interviene il padre al quale la ragazza confessa che non è riuscita a trattenere la sua natura; il padre allora spiega alla coppia che era tutto un'illusione creata dai lui stesso e che i due non si sono mai sposati e non sono neanche mai partiti per Topolinia; Topolino decide di lasciare Samantha e ritorna a casa da solo.

## Influenza culturale
La storia, e in particolare una vignetta dove si vede Topolino in una camera da letto con la sua sposa intento a togliersi i vestiti, attirò l'attenzione di un noto settimanale satirico dell'epoca, Cuore, che pubblicò in prima pagina la vignetta con il titolo "Topolino tromba! Ecco le prove"; il settimanale realizzò anche un finto servizio giornalistico ispirato allo stile delle riviste scandalistiche con tanto di finte dichiarazioni di alcuni personaggi della Disney. Il clamore mediatico fu tale che anche testate nazionali ripresero la vicenda intervistando gli autori della storia. La redazione di Topolino ricevette lettere e telefonate di protesta preoccupate per la degenerazione dei fumetti e del caso si occupò anche una trasmissione radiofonica, Chiamate Roma 3131. L'attenzione dei media fece sì che il numero successivo del settimanale ebbe un aumento delle vendite del 10% rispetto alla media.
Dall'Italia la notizia arrivò anche in America dove, dopo aver esaminato la storia, l'amministratore delegato di Disney, Michael Eisner, impose che le pellicole di stampa venissero distrutte in quanto, da quello che si ricavava dalla stampa italiana, non era più solo una storia particolarmente innovativa, ma un racconto che snaturava la filosofia della Disney e, come tale, andava cancellata dalla memoria collettiva; pretese anche che Gaudenzio Capelli, allora direttore responsabile, si dimettesse ma poi la decisione venne revocata. Da questo momento in poi però il controllo della Disney sul materiale prodotto in Italia, che dagli anni settanta si era limitato a pretendere il rispetto delle minoranze che in precedenza erano state più volte oggetto di stereotipi e ironia, si fece più deciso limitando la libertà creativa degli sceneggiatori italiani.